# Philipp Fahrbach der Ältere

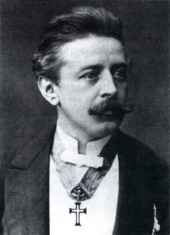
Philipp Fahrbach

Philipp Fahrbach der Ältere (auch Philipp Fahrbach senior, * 26. Oktober 1815 in Wien; † 31. März 1885 ebenda) war ein österreichischer Komponist und Kapellmeister. Bruder von Anton Fahrbach, Friedrich Fahrbach und Joseph Fahrbach, Vater von Philipp Fahrbach dem Jüngeren.

## Leben
Philipp Fahrbach war ein Schüler von Joseph Lanner und Johann Strauss (Vater). Im Alter von 17 Jahren spielte er schon in der Kapelle von Strauß. 1835 gründete er seine eigene Kapelle und war von 1838 bis 1856 Leiter des Hofballs. Danach wirkte er von 1841 bis 1846 als Militärkapellmeister beim Infanterie-Regiment Nr. 4 „Hoch- und Deutschmeister“. Anschließend gründete Fahrbach eine weitere eigene Kapelle, mit der er unter anderem 1849 eine Auslandsreise nach Berlin unternahm. Von 1856 bis 1865 war er Militärkapellmeister beim Infanterie-Regiment Nr. 14, danach leitete er eine dritte Zivilkapelle. Fahrbach verstarb am 31. März 1885 nach einem Schwächeanfall. Sein Grab befindet sich auf dem Evangelischen Friedhof Matzleinsdorf (Gruppe 19, Nummer 93).

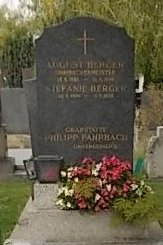
Philipp Fahrbach Grabstätte

## Werk
Fahrbach schrieb 700 Kompositionen, darunter zwei Opern Der Liebe Opfer (1844) und Das Schwert des Königs (1845). Auch komponierte er Walzer, Potpourris, Märsche und Kirchenmusik und erwarb sich große Verdienste um die Militärmusik, bei der er als einer der ersten auch in Streicherbesetzung aufgetreten ist. Als wichtige Tanzmusikstücke gelten Die Vaterländischen, Wiener Freiwillige, Deutschmeister und Schönbrunner Walzer.
Daneben war er auch literarisch tätig und schrieb für die Allgemeine Musikzeitung.

## Aktuelle Veröffentlichungen
- Rund um die Strauss-Dynastie, (Audio-CD 1995)